# Prédikálószék
A Prédikálószék a Visegrádi-hegység egyik hegye Komárom-Esztergom és Pest vármegyék határán, csúcsa éppen e megyehatár közvetlen közelében emelkedik. Északi és keleti lejtői Visegrád területére esnek, míg déli és nyugati oldala Dömös közigazgatási területén helyezkedik el. 639 méteres magasságával a Visegrádi-hegység harmadik legmagasabb pontja (a 699 méteres Dobogó-kő és a 654 méteres Öreg-vágás-hegy) mögött, a Dunazug-hegyvidéken belül a kilencedik.

## Megközelítés
Dobogó-kőről megközelíthető a piros háromszöggel jelölt turistaúton, amelyen a Vadálló-kövek érintésével a Szentfa-kápolnáig jutunk. Itt eldönthetjük, hogy a vissza irányban a Rám-szakadékon keresztül Dobogókőre térünk-e vissza vagy lefele folytatjuk utunkat Dömös irányában, amely szintén túránk kiindulópontja lehet (a bejárás iránya csak a Rám-szakadékban korlátozott, ahol csak alulról felfelé szabad haladnunk).
A Prédikálószék megközelíthető még Lepencéről (zöld +), Pilisszentlászlóról (piros +), Szentendre Izbég városrésze irányából (Dömörkapu–Sikáros felől) és Pilisszentkeresztről is, utóbbi két megközelítési irány felől a Királykúti-nyereg érintésével.

## Kilátó
A csúcsra érve hazánk egyik legszebb panorámája tárul elénk a gyönyörű Dunakanyarral, a Börzsöny látványával, Nagymarossal és Visegráddal, valamint a távolabbi Vác fölé magasuló Naszály képével.
A hegytetőn felállított kereszt és a szikla közelében pihenésre és piknikezésre alkalmas padok és asztalok állnak a kirándulók rendelkezésére. 2016-ban 12 méter magas kilátó épült, Koller József Ybl-díjas építész tervei alapján, melynek átadására október 22-én került sor. A kilátóban 2017 májusa óta látogatottság-számláló működik; ez alapján a 2017. novemberig tartó fél évben majdnem 20 000-en mentek fel a kilátóba, ezen belül közel 8000-en szombati, több mint 6000-en pedig vasárnapi napokon. A 2020-as látogatószám meghaladta a 50 000-et.

## Nevének eredete
A Prédikálószék neve Kiss Lajos szerint onnan ered, hogy a hegy sziklás csúcsa szószékre emlékeztet; a mai elnevezés eszerint a német Predigerstuhl kifejezés tükörfordításaként jöhetett létre.

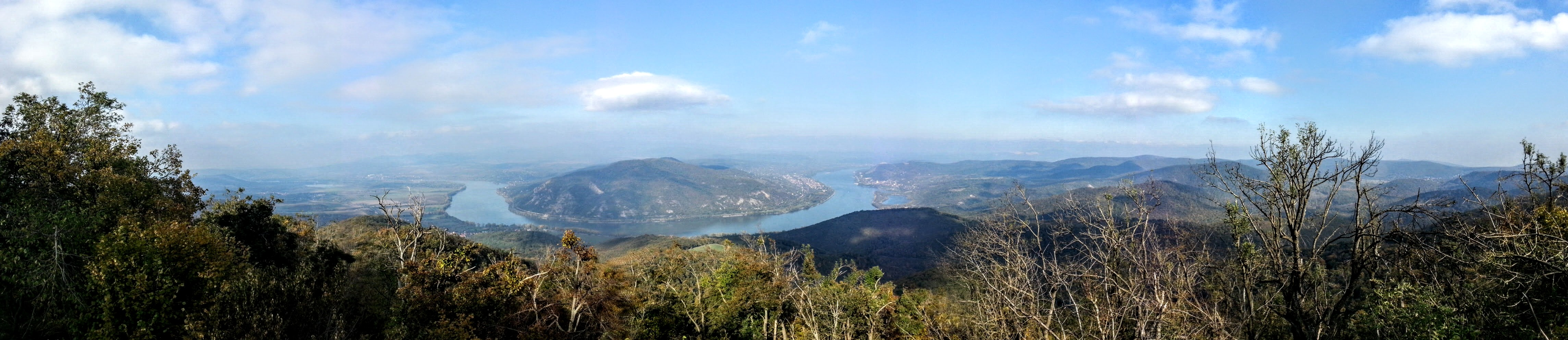
Kilátás a Prédikálószékről északi irányba, a Dunakanyarra